# ميشا
ميشا (بالروسية: Миша) هو تميمة دب روسي، كانت التميمة الرسمية لدورة الألعاب الأولمبية الصيفية 1980 في موسكو وهي من تصميم كاتب قصص الأطفال فكتور تشيجيكوف.